# گنو ماک
گنو ماک (به انگلیسی: GNU Mach) (با هسته‌ای به نام ماک اشتباه نشود) یک پیاده‌سازی آزاد از ریزهسته ماک است؛ و ریزهسته پیش‌فرض در سیستم عامل گنو هرد است. گنو ماک در ماشین‌های IA-32 اجرا می‌شود. گنوماک به وسیلهٔ توسعه‌دهندگان در پروژه گنو نگهداری می‌شود. همه می‌توانند این ریزهسته را تحت پروانه عمومی همگانی گنو تغییر دهند از آن استفاده کنند یا توزیع کنند.